# Sīrah
Al-Sīra al-Nabawiyya (en árabe: السيرة النبوية‎), a menudo simplemente Sīrah y traducido como biografía profética, son las biografías tradicionales musulmanas del profeta islámico Mahoma de las cuales se deriva la mayoría de la información histórica sobre su vida y el período temprano del islam, además del corán y los hadices.
La información existente sobre la vida de Mahoma y la historia islámica temprana surgió como producto irregular de la cultura narrativa y la creciente adición de detalles a lo largo de los siglos. De acuerdo con la revisión de las biografías escritas en el período post-oral temprano hecha por el historiador británico Lawrence Conrad, estas obras incluyen un lapso de 85 años con respecto a la fecha del nacimiento de Mahoma. Según Conrad, «la fluidez (proceso evolutivo) aún continúa» en la narrativa.

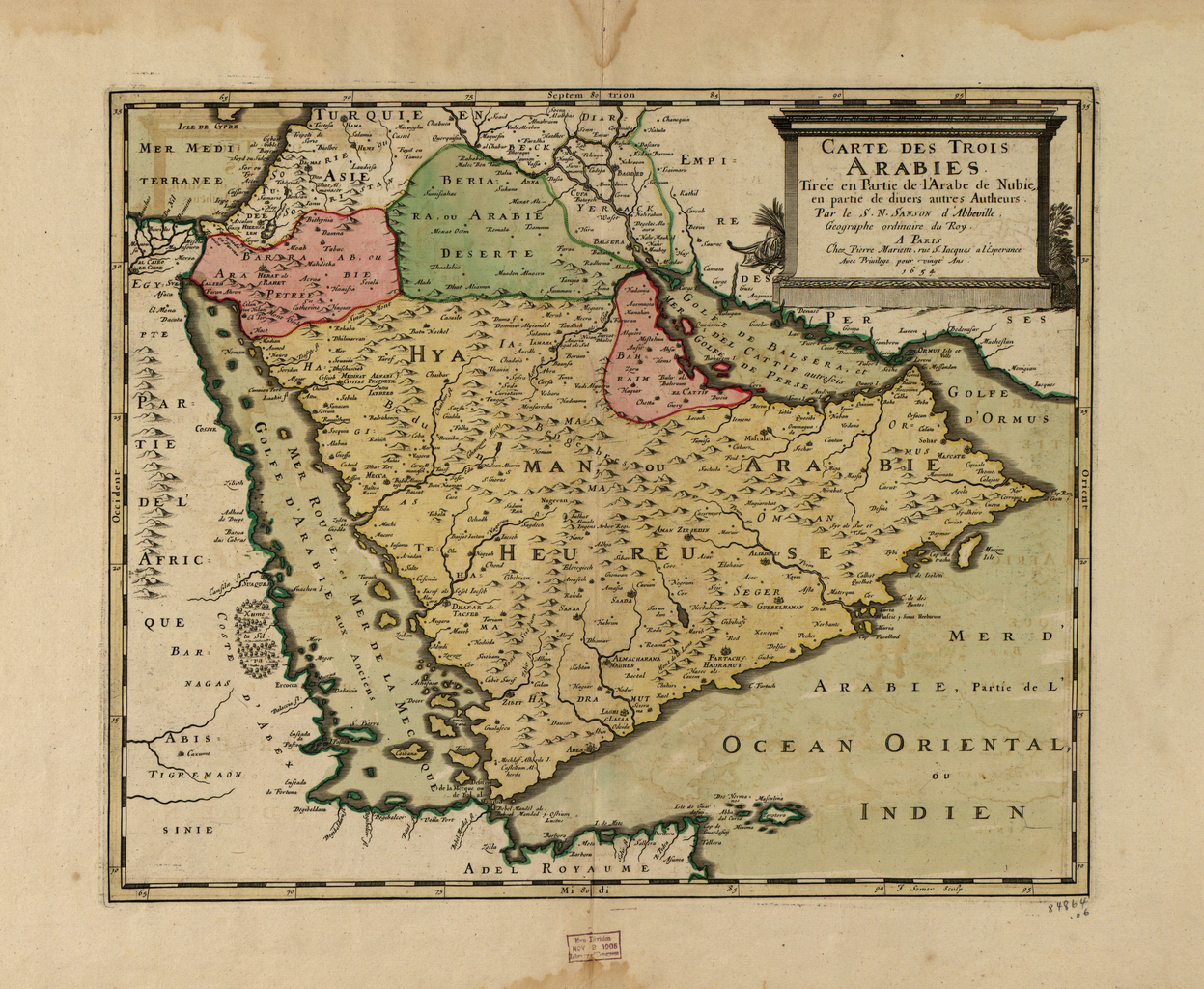
Testimonios no islámicos sobre la vida de Mahoma lo describen como el líder de los sarracenos, de quien se creía eran descendientes de Ismael, y vivían en las regiones de Arabia Petrae y Arabia Deserta en el norte. Según algunas fuentes, Mahoma no es un nombre sino un título.

## Etimología
La palabra sīrah o sīrat (en árabe: سيرة‎) proviene del verbo árabe sāra, que significa viajar o estar de viaje. La sirah de una persona es por tanto el viaje de tal persona a lo largo de la vida, o su biografía, que abarca su nacimiento, eventos de su vida, modales y características, así como su muerte. En la usanza moderna puede referirse también al résumé de una persona. En ocasions es transcrito como «seerah», «sirah» o «sirat», términos todos que significan «vida» o «viaje». En la literatura islámica, la forma plural, siyar, podía referirse también a las reglas de la guerra y al trato con los no musulmanes.

### Sīrat rasūl allāh
La frase sīrat rasūl allāh, o as-sīra al-nabawiyya, se refiere específicamente al estudio de la vida de Mahoma. Ibn Shihab al-Zuhri (m. 124/741–742) fue el primero en vincular el término sīrah a la biografía de Mahoma, que luego fue popularizado por la obra de Ibn Hisham (m. 833). Durante los dos primeros siglos de historia del islam, la sīrah consistía fundamentalmente en moremaghāzī (literalmente, 'historias de expediciones militares'), que actualmente son consideradas apenas un subconjunto de sīra,enfocado en las campañas militares de Mahoma.
Obras tempranas de sīrah constan de múltiples reportes históricos, o ajbār, cada uno de los cuales es llamado jabar. A veces se utiliza en su lugar la palabra tradición o hadiz.

## Contenido
La literatura de la sīrah consiste en una variedad de material heterogéneo, incluyendo principalmente narraciones de expediciones militares emprendidas por Mahoma y sus compañeros. Tales narrativas pretenden ser relatos históricos y se usan para propósitos de veneración. La sīrah incluye asimismo una serie de documentos escritos, tales como tratados políticos (p. ej., el tratado de Hudaybiyyah o la carta de Medina), listas de alistamientos militares, asignaciones de funcionarios, cartas a gobernantes foráneos, etc. También aparecen algunos de los discursos y sermones pronunciados por Mahoma, tal como su discurso en la Peregrinación del adiós. Algunos de los relatos de sīrah incluyen versos poéticos conmemorando ciertos eventos y batallas.
En períodos posteriores, algunos tipos de narrativas incluidas en la sīrah se desarrollaron en géneros propios separados. Uno de tales géneros se centra en historias de milagros proféticos, llamados aʿlām al-nubuwa (literalmente, «evidencias de ser profeta»; la primera palabra es a veces reemplazada por amārāt o dalāʾil ). Otro género, el faḍāʾil wa mathālib, se centra en narrativas que describen los méritos o defectos de compañeros, enemigos y otros notables contemporáneos de Mahoma. Algunas obras de sīrah también posicionaron la historia de la vida de Mahoma como parte de una narrativa que incluía historias de profetas previos, reyes persas, tribus árabes preislámicas o los califas ortodoxos.
Porciones de la sīrah se inspiraron en eventos mencionados en el corán o elaboraron sobre ellos. Tales porciones fueron utilizadas a menudo por autores de tafsir y asbab al-nuzul para introducir información de fondo respecto a eventos mencionados en ciertos ayat.

## Comparación con los hadices
En términos de estructura, los hadices y los reportes históricos (jabar) son muy similares en que ambos contienen isnads (cadenas de transmisión). La principal diferencia entre hadices y jabares es que los hadices no se refieren a un evento como tal y por lo general no especifican una hora o lugar. En cambio, el propósito de los hadices es consignar por escrito una doctrina religiosa como fuente autorizada de ley islámica. Por el contrario, si bien un jabar puede tener algunas implicaciones legales o teológicas, su objetivo principal es el de transmitir información sobre un evento en particular.
A partir de los siglos VIII y IX, muchos académicos han centrado sus esfuerzos en ambos tipos de textos por igual. Algunos historiadores consideran que la literatura sīrah y maghāzī es un subconjunto del hadiz.

## Recepción
En comparación con los hadices, la literatura sīrah era tomada menos en serio durante los primeros siglos del islam. En la época omeya, narradores orales (<i id="mwgA">qāṣṣ</i>, pl. <i id="mwgQ">quṣṣāṣ</i>) solían contar historias de Mahoma o profetas previos en reuniones privadas o en mezquitas, siempre que obtuvieran el permiso de las autoridades. Muchos de estos narradores orales son ahora desconocidos. Tras el período omeya, su reputación se deterioró a raíz de su tendencia a exagerar y fantasear, así como por apoyarse en isra'iliyat (narrativas extranjeras, típicamente judías), razón por la cual se les prohibió predicar en las mezquitas. No obstante, obras de sirah se hicieron más prominentes en períodos posteriores. Más recientemente, la crítica histórica occidental y debated sobre la sīrah han provocado una actitud defensiva por parte de algunos musulmanes que han escrito literatura apologética defendiendo su contenido.

## Autenticidad
Durante siglos, ulamas han reconocido el problema de la autenticidad de los hadices, por lo que han desarrollado métodos sofisticados (véase Ciencia del hadiz) para evaluar isnāds (cadenas de transmisión). Esto se hizo para clasificar cada hadiz en «sólido» (ṣaḥīḥ) para reportes auténticos, en contraposición a «débil» (ḍaʿīf) para referirse a hadices que probablemente sean inventados, además de otras categorías. En tanto muchos reportes de sīrah contienen también información isnad y algunos de los compiladores de sīrah (ajbārīs) eran ellos mismos juristas practicantes así como transmisores de hadices (mujaddiths), se hizo posible aplicar los mismos métodos de crítica de hadices a los reportes de sīrah. No obstante, algunos reportes sīrah fueron escritos utilizando una forma imprecisa de isnād, o lo que historiadores modernos llaman el «insād colectivo» o «reportes combinados». El uso de isnād colectivo significaba que un reporte podía ser relatado bajo la autoridad de varias personas sin distinguir qué palabras provenían de una persona de otra. Tal falta de precisión llevó a algunos estudiosos de hadices a considerar que cualquier reporte que utilizara un isnad colectivo carecía de autenticidad.
De acuerdo con Wim Raven, se ha comentado a menudo que no es posible formarse una imagen coherente de Mahoma a partir de la literatura sīra, cuya autenticidad y valor fáctico han sido cuestionados por varios motivos. Raven incluye los siguientes argumentos en contra de la autenticidad de la sīra, seguidos aquí de argumentos en contra:
1. Casi ninguna obra de sīrah fue compilada durante el primer siglo del islam. Con todo, Fred Donner señala que los escritos históricos más tempranos sobre los orígenes del islam surgieron por primera vez entre los años 60 y 70 d. H., dentro del primer siglo de la historia del islam Además, las fuentes que sobreviven en la actualidad, que datan de los siglos II, III y IV d. H., son en su mayoría compilaciones de material derivado de fuentes previas.[18][19]
2. Las muchas discrepancias exhibidas en diferentes narraciones en obras de sirah. No obstante, a pesar de la falta de una ortodoxia única en el Islam, hay aún un marcado acuerdo sobre las características más generales de la historia tradicional de los orígenes.[20][19]
3. Fuentes posteriores que afirman saber más sobre la época de Mahoma que fuentes previas. La académica Patricia Crone encontró un patrón según el cual cuanto más se alejaba en el tiempo un comentario de la vida de Mahoma y los acontecimientos del corán, más información brindaba, a pesar de que su contenido dependía de fuentes previas. Crone atribuyó tal fenómeno a embellecimiento por parte de los narradores. Si un narrador oral llegaba a mencionar una redada, el siguiente sabía la fecha de esta redada, mientras que el tercero sabía todo detalle que la audiencia pudiera desear escuchar.[21] En el caso de Ibn Ishaq, no existen fuentes previas que se puedan consultar para saber si él y otros transmisores más tempranos agregaron detalles o en qué medida, pero, sostiene Crone, «es difícil evitar la conclusión de que en las tres generaciones transcurridas entre Profeta e Ibn Ishaq» no se añadieron también detalles ficticios.[21][22][19]
4. Discrepancias en comparación con fuentes no musulmanas. Con todo, hay también similitudes y acuerdos tanto respecto a información específica de Mahoma[23] como en lo que respecta a la tradición musulmana en general.[24][19]
5. Algunas partes o géneros de sīra, específicamente las que se centran en milagros, no califican como fuentes de información historiográfica científica sobre Mahoma, excepto en lo tocante a mostrar las creencias y doctrinas de su comunidad.[19]

Sin embargo, otros contenidos de sīra, por ejemplo la carta de Medina, se consideran auténticos de manera general.

## Compilaciones tempranas desīra
A continuación se presenta una lista de algunos de los primeros compiladores de hadices que se especializaron en recolectar y compilar reportes de sīrah y maghāzī:
- ʿUrwah ibn al-Zubayr (m. 713). Escribió cartas respondiendo a preguntas de los califas omeyas, Abd al-Málik ibn Marwan y al-Walid I, que incluían preguntas sobre ciertos acontecimientos ocurridos en tiempos del Profeta. En tanto Abd al-Malik no gustaba de la literatura maghāzī, estas cartas no fueron escritas en forma narrativa. No se sabe que haya escrito ningún libro sobre el tema.[13]
- Wahb ibn Munabbih (m. entre 725 y 737). Se le atribuyeron varios libros, pero ninguno de ellos sobrevive actualmente. Algunas de sus obras sobreviven en la forma de citas encontradas en obras de Ibn Ishaq, Ibn Hishám, Ibn Jarir al-Tabari o Abū Nuʿaym al-Iṣfahānī.
- Ibn Shihab al-Zuhrī (m.  ), una figura central en la literatura de sīrah, que recopiló tanto hadices como ajbār. Sus ajbār también incluyen cadenas de transmisiones, o isnad. Al-Zuhrī fue patrocinado por la corte omeya y le pidieron que escribiera dos libros, uno sobre genealogía y otro sobre maghāzī. El primero fue cancelado y el de maghāzī no sobrevive o nunca fue escrito.c. 737
- Musa ibn ʿUqba, alumno de al-Zuhrī, escribió Kitāb al-Maghāzī, un cuaderno empleado para enseñar a sus alumnos. La obra se perdió, pero recientemente se redescubrió un manuscrito del Kitab al-maghazi. Algunas de sus tradiciones se han conservado, aunque se discute su atribución.[13]
- Muhammad ibn Ishaq (m. 767 o 761), otro alumno de al-Zuhrī, que recopiló tradiciones orales que formaron la base de una importante biografía del Profeta. Sus tradiciones sobrevivieron a través de varias fuentes, entre las que destacan Ibn Hisham e Ibn Jarir al-Tabari.